# Sisyphus moltaensis
Sisyphus moltaensis là một loài bọ cánh cứng trong họ Bọ hung (Scarabaeidae).